# Saba senegalensis
Saba senegalensis is een soort uit de maagdenpalmfamilie (Apocynaceae). De soort groeit in open gebieden als een lage struik en in bossen kan het groeien als een stevige klimstruik. De plant bevat een wit melksap. De struik heeft geelachtige eivormige vruchten die ongeveer 7 centimeter lang zijn en een diameter hebben van 8 centimeter. Deze vruchten hebben een zacht eetbaar vruchtvlees met een zoetzure smaak.
De soort komt voor van in tropisch West-Afrika tot in de Centraal-Afrikaanse Republiek. De soort groeit langs bosranden, in galerijbossen langs rivieren en in struikgewas.
De vruchten van deze soort zijn eetbaar. Deze worden gegeten maar ook verwerkt in fruitdranken. De bladeren worden gebruikt om sauzen en condimenten te kruiden. Het melksap, de bladeren, schors en wortels van de plant worden gebruikt voor medicinale doeleinden. Het melksap kan ook als lijm gebruikt worden en wordt lokaal ook toegepast bij het repareren van fietsbanden en voetballen.

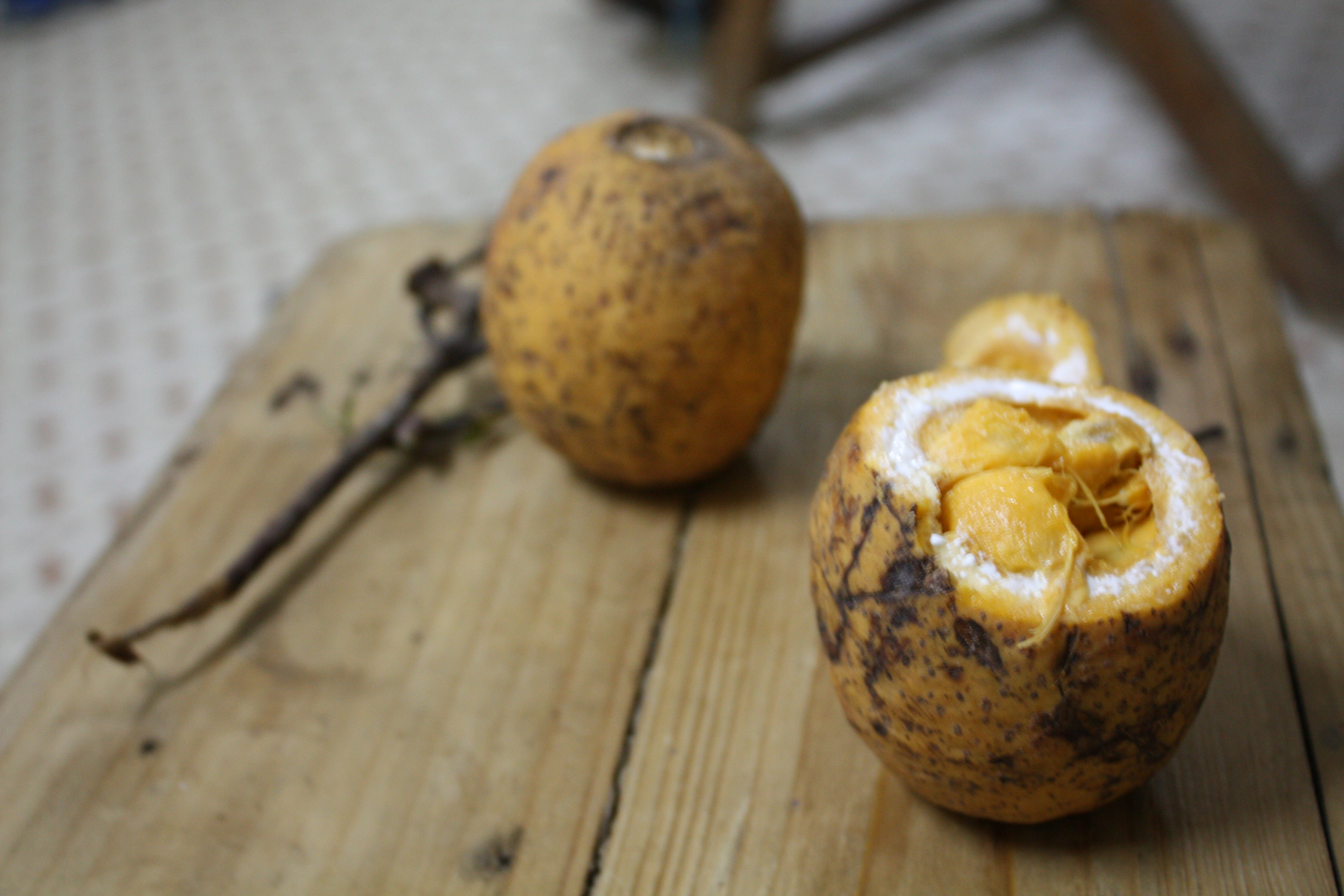
Vruchten